# Surpresa (chocolate)
Surpresa é uma linha de chocolates ao leite em tablet produzida pela Nestlé. Foi lançada originalmente na França e posteriormente no Brasil, mais precisamente no ano de 1983, ficando 20 anos no mercado. O produto destacava-se pelo fato de trazer sempre um cromos colorido, geralmente com temas da natureza, contendo uma ficha com detalhes de diversos animais, como o nome popular, família, nome científico, habitat, hábitos alimentares, reprodução e particularidades. Para adquirir o álbum para colar os cromos, bastava enviar uma carta à Nestlé com um certo número de embalagens vazias, que variava de 3 a 4 embalagens. Assim, a empresa manteve o produto por mais de 15 anos no mercado brasileiro, uma vez que se tornou uma referência comercial nas décadas de 1980 e 1990.

## O chocolate
Cada chocolate vinha no tradicional formato retangular, trazendo ainda um animal em alto relevo na barra. Por vezes esse alto relevo causava a ilusão de que alguns animais, como o hipopótamo, poderiam trazer mais chocolate, apesar da gramatura do produto ser a mesma para todos os casos. Em muitos casos, o interesse pela aquisição do produto não era para o consumo e sim, pelos cromos. 

## Álbuns
Todos os álbuns possuem trinta cromos, com exceção do primeiro que possuía 20 cromos. A coleção Guia dos Curiosos lançada no Brasil não possuía álbum próprio, apenas um porta cards. Tanto o texto quanto as fotos utilizadas nos cromos dos álbuns Amazônia, campos e cerrados, os sertões e litoral e ilhas oceânicas ficaram sob a responsabilidade do fotógrafo brasileiro Luiz Cláudio Marigo.  As pinturas usadas nos álbuns sobre cães de raça e dinossauros foram feitos por Brasílio Matsumoto, fundador do estúdio 6B. De acordo com a própria Nestlé, todos os cromos eram produzidos em igual número.

### Animais de Todo o Mundo (1983)
| Código | Card                            |
| ------ | ------------------------------- |
| 01-A   | Arara                           |
| 02-B   | Canguru                         |
| 03-C   | Carneiro das Montanhas Rochosas |
| 04-D   | Cisne                           |
| 05-E   | Coruja                          |
| 06-F   | Dromedário                      |
| 07-G   | Elefante                        |
| 08-H   | Esquilo                         |
| 09-I   | Flamingo                        |
| 10-J   | Garça                           |
| 11-K   | Girafa                          |
| 12-L   | Leoa                            |
| 13-M   | Lhama                           |
| 14-N   | Mandarim                        |
| 15-O   | Pelicano                        |
| 16-P   | Raposa                          |
| 17-Q   | Tatu                            |
| 18-R   | Tigre                           |
| 19-S   | Urso Panda (Gigante)            |
| 20-T   | Zebra                           |

### Animais do Pantanal (1984)
| Código | Card         |
| ------ | ------------ |
| 01     | Anta         |
| 02     | Arara        |
| 03     | Biguá        |
| 04     | Cabeça-Seca  |
| 05     | Cafezinho    |
| 06     | Capivara     |
| 07     | Cateto       |
| 08     | Cervo        |
| 09     | Colhereiro   |
| 10     | Curicaca     |
| 11     | Cutia        |
| 12     | Ema          |
| 13     | Garça        |
| 14     | Gavião       |
| 15     | Jaburu       |
| 16     | Jabuti       |
| 17     | Jacaré       |
| 18     | Macaco Prego |
| 19     | Onça         |
| 20     | Paca         |
| 21     | Papagaio     |
| 22     | Pica Pau     |
| 23     | Quati        |
| 24     | Sinimbu      |
| 25     | Socó Boi     |
| 26     | Suçuarana    |
| 27     | Sucuri       |
| 28     | Tachã        |
| 29     | Tatu         |
| 30     | Tucano       |

### Maravilhas do Mar (1985)
| Código | Card               |
| ------ | ------------------ |
| 01-U   | Anêmona            |
| 02-AB  | Anêmona            |
| 03-AC  | Aranha do Mar      |
| 04-G   | Baiacú de Espinho  |
| 05-A   | Baiacú Mirim       |
| 06-P   | Borboleta          |
| 07-R   | Budião             |
| 08-W   | Cérebro de Netuno  |
| 09-AD  | Coral              |
| 10-N   | Donzela            |
| 11-Z   | Eremita Paguro     |
| 12-AA  | Esponja            |
| 13-Y   | Estrela do Mar     |
| 14-M   | Frade              |
| 15-O   | Frade Real         |
| 16-D   | Jaguriçá           |
| 17-H   | Lebre do Mar       |
| 18-K   | Maria da Toca      |
| 19-C   | Maria Mole         |
| 20-T   | Moréia             |
| 21-V   | Orelha de Elefante |
| 22-X   | Ouriço do Mar      |
| 23-I   | Papagaio           |
| 24-Q   | Paru Soldado       |
| 25-F   | Peixe Cachimbo     |
| 26-L   | Peixe Lagarto      |
| 27-E   | Peixe Macaco       |
| 28-J   | Peixe Morcego      |
| 29-B   | Peixe Rei          |
| 30-S   | Salema             |

### Animais da Amazônia (1986)
| Código | Card                     |
| ------ | ------------------------ |
| D-01   | Lobo Guará               |
| D-02   | Cachorro do Mato Vinagre |
| D-03   | Preguiça de Dois Dedos   |
| D-04   | Preguiça de Três Dedos   |
| D-05   | Cuxiú                    |
| D-06   | Macaco Barrigudo         |
| D-07   | Macaco Parauacu          |
| D-08   | Macaco da Noite          |
| D-09   | Jaguar                   |
| D-10   | Irara                    |
| D-11   | Ariranha                 |
| D-12   | Tamanduá Bandeira        |
| D-13   | Jabuti                   |
| D-14   | Lontra                   |
| D-15   | Peixe Boi                |
| D-16   | Uirapuru                 |
| D-17   | Sanhaço Azul             |
| D-18   | Papagaio Moleiro         |
| D-19   | Jacamim                  |
| D-20   | Galo da Serra            |
| D-21   | Choquinha                |
| D-22   | Saí Verde                |
| D-23   | Saíra Beija Flor         |
| D-24   | Arara Canga              |
| D-25   | Biguá                    |
| D-26   | Mutum                    |
| D-27   | Maguari                  |
| D-28   | Pipira Preta             |
| D-29   | Pavãozinho               |
| D-30   | Rapazinho Carijó         |

### A Fantástica Mata Atlântica (1987)
| Código | Card                          |
| ------ | ----------------------------- |
| E-01   | Araçari do Bico Pintalgado    |
| E-02   | Araponga                      |
| E-03   | Beija Flor Dourado            |
| E-04   | Bugio                         |
| E-05   | Caxinguelê                    |
| E-06   | Cutia                         |
| E-07   | Gato do Mato                  |
| E-08   | Gaturamo Bandeirinha          |
| E-09   | Gavião Pega Macaco            |
| E-10   | Jacuguaçu                     |
| E-11   | Jacutinga                     |
| E-12   | Macuco                        |
| E-13   | Mico Leão de Cara Dourada     |
| E-14   | Mico Leão Dourado             |
| E-15   | Mico Estrela de Tufos Brancos |
| E-16   | Mico Estrela de Tufos Pretos  |
| E-17   | Mocho Orelhudo                |
| E-18   | Muriqui                       |
| E-19   | Ouriço Cacheiro               |
| E-20   | Papagaio Chorão               |
| E-21   | Pintor Verdadeiro             |
| E-22   | Pomba Espelho                 |
| E-23   | Queixada                      |
| E-24   | Sabiá Laranjeira              |
| E-25   | Saíra Amarela                 |
| E-26   | Saíra Sete Cores Pálida       |
| E-27   | Saíra Verde                   |
| E-28   | Tangará                       |
| E-29   | Tico Tico                     |
| E-30   | Tié Sangue                    |

### Litoral e Ilhas Oceânicas (1988)
| Código | Card                   |
| ------ | ---------------------- |
| F-01   | Flamingo               |
| F-02   | Gaivotão               |
| F-03   | Gaivota                |
| F-04   | Sapo da Areia          |
| F-05   | Garcinha Branca        |
| F-06   | Socó Dorminhoco        |
| F-07   | Tesourão               |
| F-08   | Papagaio de Cara Roxa  |
| F-09   | Sabiá da Praia         |
| F-10   | Borboleta da Praia     |
| F-11   | Oitenta e Oito         |
| F-12   | Gafanhoto              |
| F-13   | Jacaré de Papo Amarelo |
| F-14   | Pirupiru               |
| F-15   | Paturi Preta           |
| F-16   | Batuíra                |
| F-17   | Guará                  |
| F-18   | Tartaruga Cabeçuda     |
| F-19   | Maria Farinha          |
| F-20   | Aratu                  |
| F-21   | Caranguejo             |
| F-22   | Lagartixa              |
| F-23   | Golfinho               |
| F-24   | Piloto                 |
| F-25   | Mombebo Branco         |
| F-26   | Rabo de Junco          |
| F-27   | Viuvinha Branca        |
| F-28   | Viuvinha Preta         |
| F-29   | Trinta Réis das Rocas  |
| F-30   | Sebito                 |

### Campos e Cerrados (1989)
| Código | Card                        |
| ------ | --------------------------- |
| G-01   | Sagui                       |
| G-02   | Tatu Bola                   |
| G-03   | Raposa do Campo             |
| G-04   | Anta                        |
| G-05   | Veado Campeiro              |
| G-06   | Catita                      |
| G-07   | Tamanduá Bandeira           |
| G-08   | Caninana                    |
| G-09   | Borboleta                   |
| G-10   | Borboleta Monarca           |
| G-11   | Borboleta Gema              |
| G-12   | Sapinho de Barriga Vermelha |
| G-13   | Ema                         |
| G-14   | Perdiz                      |
| G-15   | Curicaca                    |
| G-16   | Quero Quero                 |
| G-17   | Bacurau Tesoura             |
| G-18   | Buraqueira                  |
| G-19   | Gavião Preto                |
| G-20   | Quiriquiri                  |
| G-21   | Pica Pau do Campo           |
| G-22   | João Bobo                   |
| G-23   | Mutum Pinima                |
| G-24   | Maracanã                    |
| G-25   | Papagaio Galego             |
| G-26   | Gralha de Topete            |
| G-27   | Sabiá do Campo              |
| G-28   | Soldadinho                  |
| G-29   | Mineirinho                  |
| G-30   | Cardeal                     |

### Sertões (1991)
| Código | Card                  |
| ------ | --------------------- |
| H-01   | Mocó                  |
| H-02   | Maracajá              |
| H-03   | Suçuarana             |
| H-04   | Irara                 |
| H-05   | Caititu               |
| H-06   | Peba                  |
| H-07   | Mambira               |
| H-08   | Mico Estrela          |
| H-09   | Camaleão              |
| H-10   | Calango Cego          |
| H-11   | Calanguinho           |
| H-12   | Sapo Cururu           |
| H-13   | Borboleta do Maracujá |
| H-14   | Borboleta da Caatinga |
| H-15   | Zabelê                |
| H-16   | Pato de Crista        |
| H-17   | Carcará               |
| H-18   | Fura Barreira         |
| H-19   | Arara                 |
| H-20   | Anu Branco            |
| H-21   | Fogo Pagou            |
| H-22   | Asa Branca            |
| H-23   | Cancã                 |
| H-24   | Graúna                |
| H-25   | Sofrê                 |
| H-26   | Papa Formigas         |
| H-27   | Abre e Fecha          |
| H-28   | Galo da Campina       |
| H-29   | Coroinha              |
| H-30   | Noivinha              |

### Cães de Raça (1992)
| Código | Card                           |
| ------ | ------------------------------ |
| I-01   | Dogue Alemão                   |
| I-02   | Yorkshire Terrier              |
| I-03   | Buldogue Inglês                |
| I-04   | Rottweiler                     |
| I-05   | Pointer Inglês                 |
| I-06   | Shar Pei                       |
| I-07   | Schnauzer Miniatura            |
| I-08   | Chow Chow                      |
| I-09   | Fila Brasileiro                |
| I-10   | Basset Hound                   |
| I-11   | Weimaraner                     |
| I-12   | Komondor                       |
| I-13   | Terrier Escocês                |
| I-14   | Dalmata                        |
| I-15   | Daschund Standart de Pelo Liso |
| I-16   | Coolie                         |
| I-17   | Afghan Hound                   |
| I-18   | Boxer                          |
| I-19   | São Bernardo                   |
| I-20   | Cooker Spaniel Inglês          |
| I-21   | Blood Hound                    |
| I-22   | Pelado Mexicano                |
| I-23   | Setter Irlandês                |
| I-24   | Old English Sheep Dog          |
| I-25   | Doberman                       |
| I-26   | Retriever do Labrador          |
| I-27   | Lhasa Apso                     |
| I-28   | Husky Siberiano                |
| I-29   | Pastor Alemão                  |
| I-30   | Poodle Miniatura               |

### Dinossauros (1993)
| Código | Card              |
| ------ | ----------------- |
| J-01   | Cinognato         |
| J-02   | Estauricossauro   |
| J-03   | Xonissauro        |
| J-04   | Heterodontossauro |
| J-05   | Dilofossauro      |
| J-06   | Elasmossauro      |
| J-07   | Estegossauro      |
| J-08   | Apatossauro       |
| J-09   | Arqueopterix      |
| J-10   | Alossauro         |
| J-11   | Braquiossauro     |
| J-12   | Othnielia         |
| J-13   | Hipsilofodonte    |
| J-14   | Compsognato       |
| J-15   | Barionix          |
| J-16   | Dinonico          |
| J-17   | Oviraptor         |
| J-18   | Iguanodonte       |
| J-19   | Tiranossauro      |
| J-20   | Estiracossauro    |
| J-21   | Parassaurolofo    |
| J-22   | Ornitomimo        |
| J-23   | Paquicefalossauro |
| J-24   | Tricerátopes      |
| J-25   | Espinossauro      |
| J-26   | Protocerátopes    |
| J-27   | Velociraptor      |
| J-28   | Maiassauro        |
| J-29   | Euoplocéfalo      |
| J-30   | Cearadáctilo      |

### Viagem ao Fundo do Mar (1995)
| Código | Card               |
| ------ | ------------------ |
| K-01   | Submarino          |
| K-02   | Concha Venenosa    |
| K-03   | Cavalo Marinho     |
| K-04   | Cobra do Mar       |
| K-05   | Lagosta Azul       |
| K-06   | Manati             |
| K-07   | Peixe Leão         |
| K-08   | Celacanto          |
| K-09   | Ilha de Trindade   |
| K-10   | Peixe Palhaço      |
| K-11   | Anêmona do Mar     |
| K-12   | Golfinho           |
| K-13   | Baleia Branca      |
| K-14   | Baleia Jubarte     |
| K-15   | Navio Titanic      |
| K-16   | Polvo              |
| K-17   | Coral Fluorescente |
| K-18   | Peixe Dentado      |
| K-19   | Minivulcões        |
| K-20   | Iguana Marinho     |
| K-21   | Tubarão Martelo    |
| K-22   | Mergulhador        |
| K-23   | Moréia             |
| K-24   | Peixe Imperador    |
| K-25   | Raia               |
| K-26   | Tartaruga Marinha  |
| K-27   | Iceberg Antártico  |
| K-28   | Pinguim de Adélia  |
| K-29   | Filhote de Foca    |
| K-30   | Urso Polar         |

### Viagem Espacial (1997)
| Código | Card                     |
| ------ | ------------------------ |
| L-01   | Nebulosa                 |
| L-02   | Galáxia                  |
| L-03   | Meteoros                 |
| L-04   | Cometas                  |
| L-05   | Criação do Sistema Solar |
| L-06   | Eclipse do Sol           |
| L-07   | Sistema Solar            |
| L-08   | Planetas                 |
| L-09   | Terra                    |
| L-10   | Nosso Planeta            |
| L-11   | Movimentos da Terra      |
| L-12   | Naves Espaciais          |
| L-13   | Astronauta               |
| L-14   | Satélites                |
| L-15   | Fases da Lua             |
| L-16   | Solo Lunar               |
| L-17   | Símbolo da Apolo 11      |
| L-18   | Homem na Lua             |
| L-19   | Robô em Solo de Marte    |
| L-20   | Sonda Viking             |
| L-21   | Vida em Marte            |
| L-22   | Saturno                  |
| L-23   | Netuno e Triton          |
| L-24   | Telescópio Hubble        |
| L-25   | Plutão e Caronte         |
| L-26   | Ônibus Espacial          |
| L-27   | Viagens Imaginárias      |
| L-28   | Simulação de Antena      |
| L-29   | Estação Orbital          |
| L-30   | Base Lunar               |

### Shows da Natureza (1998)
| Código | Card                |
| ------ | ------------------- |
| M-01   | Vulcão              |
| M-02   | Gêiser              |
| M-03   | Caverna             |
| M-04   | Monólito            |
| M-05   | Erosão              |
| M-06   | Canyon              |
| M-07   | Mesa                |
| M-08   | Carste              |
| M-09   | Oasis               |
| M-10   | Deserto             |
| M-11   | Tempestade Elétrica |
| M-12   | Tornado             |
| M-13   | Vento               |
| M-14   | Terremoto           |
| M-15   | Maremoto            |
| M-16   | Enchente            |
| M-17   | Arco-Íris           |
| M-18   | Aurora Polar        |
| M-19   | Firmamento          |
| M-20   | Catarata            |
| M-21   | Cachoeira           |
| M-22   | Corredeira          |
| M-23   | Onda                |
| M-24   | Geleira             |
| M-25   | Iceberg             |
| M-26   | Topo do Mundo       |
| M-27   | Neve Eterna         |
| M-28   | Avalanche           |
| M-29   | Estações do Ano     |
| M-30   | Fertilidade do Solo |

Além destas, também foram lançadas O Guia dos Curiosos (2001, 30 cartões), Scooby-Doo (2002, 18 cartões), As Meninas Superpoderosas (2003, 20 cartões) e Mix Cartoon (2003, 20 cartões).

## Cancelamento de linha e retorno
O motivo pelo qual o produto foi retirado de mercado não é conhecido.
Para a páscoa de 2017, a empresa relançou a marca na forma de ovo de páscoa, somente para este evento e revivendo o tema de dinossauros. O kit traz um ovo de 150 g, um álbum e 10 cards. Desde então ovos da marca Surpresa surgem anualmente. Em 2018, tinham três tipos, “Dino Venture”, “Dog Venture” e “Cat Venture”, com miniaturas de dinossauros, cães e gatos. Em 2019, "Dino Venture" retornou junto de Jungle Venture, com animais da floresta e Sea Venture, animais aquáticos. Em 2020, além de Dino Venture vieram Speed Venture, com carros, e Space Venture, com espaçonaves. Em 2022, os ovos Surpresa Dino Eggs e Surpresa Magia traziam apenas chocolates dentro e jogos de realidade aumentada.
Em janeiro de 2025 , a Nestlé anunciou o retorno da marca em forma de barra de chocolate , com cards virtuais dos animais da fauna brasileira , em parceria com o jogo virtual Roblox.